# Milan Lab
El Milan Lab forma parte del Centro Deportivo de Milanello del AC Milan, situado a 50 kilómetros de Milán y en cuyos 160.000 metros cuadrados se levantan nueve campos distintos de entrenamiento, todos ellos controlados por las cámaras. La síntesis de los datos se extrae mediante el PAS (Predictive Analysis Server) especialmente desarrollado para el Milan Lab y cuyos resultados siempre se ofrecen en forma de diagnóstico individualizado de riesgos. 

## Orígenes del Milan Lab
En 1987, llegó Arrigo Sacchi como nuevo entrenador del Milan y fichó a Van Basten, Gullit, Ancelotti, Alessandro Costacurta y Frank Rijkaard iniciando una época repleta de éxitos nacionales e internacionales, destacando las dos Copas de Europa consecutivas. Junto a Sacchi llegó un joven exatleta convertido a preparador físico: Vincenzo Pincolini que revolucionó los métodos físicos de trabajo aplicando al fútbol el entrenamiento del atletismo.
En el verano de 1991 Pincolini se desplazó a Nueva York para observar cómo Carl Lewis se preparaba en los clasificatorios para el Mundial de atletismo. Fue cuando Vicenzo Pincolini considerá que en el futuro inmediato sería fundamental que cualquier futbolista se preparase como un atleta. Esto fue una de las ideas básicas de lo que unos años después sería la construcción del Milan Lab.
Otra persona fundamental en la historia del Milan Lab fue Bruno Demichelis que llegó al Milan en 1999 junto a Alberto Zaccheroni. Fue cuando Demichelis le presentó a Adriano Galliani un proyecto sin precedentes: el laboratorio de alta tecnología Milan Lab, basado en que los futbolistas exploten al máximo su capacidad físico y, sobre todo, puedan sostenerlo durante un período prolongado.
Por lo que el club consideró esencial la salud de los jugadores, creando una red de alta tecnológica en prevención de lesiones. La idea central de Tognaccini para elaborar el proyecto era utilizar la informática en la preparación atlética.

## Los niveles funcionales
En la base del Milan Lab se entiende la salud como el total del estado físico, mental y el bienestar social que depende del equilibrio de los tres principales niveles funcionales: neuroestructurales, bioquímicos y mental que todos juntos representan el área de participación. 
- Zona neuroestructural: se basa en el enfoque quiropráctico que pone destaca la capacidad intrínseca del cuerpo para recuperarse sin medicación ni intervención quirúrgica alguna.
- Zona bioquímica: el cuerpo se considera como una unión físico-químico-biológica, con especial atención a los cambios bioquímicos que se producen en el cuerpo durante el ejercicio.
- Zona mental: el estudio y seguimiento del estado psicológico del atleta que se aprovechan de la Mind Room, una instalación acristalada que ayuda a los jugadores relajarse y aliviar el estrés.

La formación mental dura 20 minutos y se lleva a cabo después de cada sesión de entrenamiento. El programa permite que hasta ocho jugadores  a la vez se sometan al visionado de imágenes relajantes, mientras que los psicólogos vigilan su estado mental a través de electrodos en miniatura instalados en el cuero cabelludo de los jugadores. Jefe psicólogo de la Mind Room es Doctor Bruno Demichelis, el supervisor técnico-profesional Fabio Martella, Jefe el psicólogo del Milan que utiliza la instalación para mejorar la tasa de recuperación de los jugadores entre los partidos y para proporcionar posibilidades de ayudarles a superar el estrés negativo. 

## Años recientes
Desde la temporada 2006-07 el equipo absoluto, así como todas las categorías inferiores, empezaron a someterse al análisis y diagnóstico del Milan Lab. 
Resultados en la Champions League del Milan desde la inauguración del laboratorio en 2002: 
- 2002-03: Campeones.
- 2003-04: Cuartos de final.
- 2004-05: Finalistas.
- 2005-06: Semifinalistas.
- 2006-07: Campeones.
- 2007-08: Octavos de final.
- 2010-11: Octavos de final.
- 2011-12: Cuartos de final.
- 2012-13: Octavos de final.

Se puede considerar un balance extraordinario a pesar de ser una de las plantilla con la media de edad más alta de la competición.

## Personal destacado del Milan Lab
- Daniele Tognaccini: Director del laboratorio.
- Jean Pierre Meersseman: Coordinador médico y quiropractico
- Bruno de Michelis: Coordinador científico.
- Matteo Motterlini: principal consejero científico.